# Cancer Attack
«Cancer Attack» es el quinto episodio de la tercera temporada de la serie de televisión de comedia dramática Atlanta. Se emitió el 14 de abril de 2022, en FX. El episodio, de 31 minutos, fue escrito por el productor supervisor Jamal Olori, y dirigido por el productor ejecutivo Hiro Murai.
La serie está ambientada en Atlanta y sigue a Earnest «Earn» Marks, mientras intenta redimirse a los ojos de su exnovia Van, que es también la madre de su hija Lottie; así como de sus padres y de su primo Alfred, que rapea bajo el nombre artístico de «Paper Boi»; y de Darius, la excéntrica mano derecha de Alfred. Para la temporada, los personajes se encuentran en Europa en medio de una gira europea. En el episodio, Alfred pierde su teléfono mientras actúa en un local de Budapest, lo que obliga a Earn a intentar encontrar al ladrón.
Según Nielsen Media Research, el episodio fue visto por 0.290 millones de personas durante su emisión original y obtuvo una cuota de audiencia de 0.1 entre los adultos de 18 a 49 años. El episodio recibió críticas positivas por parte de los críticos, que alabaron el tono cómico del episodio y las interpretaciones (especialmente la de Samuel Blenkin). Sin embargo, algunos se mostraron divididos sobre el final y sobre la incorporación de Socks.

## Argumentos
En Budapest, Earn (Donald Glover), Alfred (Brian Tyree Henry) y Darius (Lakeith Stanfield) se alojan en un local para un concierto. Mientras Alfred conoce y saluda a sus fanes, Earn intenta contactar con Van, de la que no sabe nada desde hace casi una semana. Darius está convencido de que el lugar está «embrujado» y planea registrar el lugar, pero Alfred lo desestima. Alfred intenta hablar con Earn, pero éste también está ocupado con la gestión del concierto. Mientras Alfred se prepara para actuar, un fanático lo presenta en el escenario y Earn le dice que se baje del mismo. 
Una vez terminado el concierto, Earn ve a Alfred, Darius y Socks (Hugh Coles) intentando encontrar el teléfono de Alfred, que ha desaparecido. Mientras Alfred intenta recordar la última vez que vio el teléfono, saca a relucir que lo tenía en el meet and greet con un chico que tenía cáncer. Earn se pone en contacto con la seguridad para detener al chico, pero le informan de que lo están sacando del edificio por un «ataque de cáncer». Earn intercepta a los paramédicos y al chico, Marvy. Aunque Marvy le apoya inicialmente, Earn comienza a revisarlo frenéticamente y es abucheado por todos los presentes, lo que le obliga a marcharse y a no encontrar el teléfono.
Earn deduce entonces que el chico que presentó a Alfred, Wiley (Samuel Blenkin), podría haberlo tomado ya que estuvo entre bastidores durante todo el día. Earn se pone en contacto con el gerente del local, que afirma que Wiley es su sobrino y no cree que lo haya tomado. Como el gerente, sorprendentemente, no tiene el número de teléfono de Wiley, Earn coge el currículum de Wiley para ponerse en contacto con él. Llaman a Wiley, a quien le parece sospechoso que llamen a los fanes al azar. Entonces Socks coge el teléfono y le amenaza con volver al local con el teléfono, hasta que Alfred le quita el teléfono e intenta razonar con Wiley pero éste le cuelga. 
Wiley vuelve al local, a pesar de la amenaza. Wiley niega estar involucrado en el robo y su charla parece desquiciar a Alfred, ya que parece incluir muchos de sus deseos y eventos pasados, que sólo se podrían encontrar en su teléfono. Entonces, Earn y Alfred deciden utilizar la táctica del policía bueno/policía malo, pero Wiley se desvía del tema. Cuando le pide una llamada telefónica, le da el número de teléfono de Alfred, lo que provoca que éste casi lo ataque. Wiley entonces se tira un pedo de pánico y afirma que sólo tiene 32 años, algo que el director de escena se niega a creer. Mientras Earn intenta hacer ver al director el extraño comportamiento de Wiley, Socks regresa, revelando que la dirección que Wiley proporcionó era para un local del Cirque du Soleil. 
A continuación, Alfred habla en privado con Wiley, afirmando que sus objetos más personales están en el teléfono y que lo necesita de vuelta. Wiley vuelve a desviarse de la conversación, expresando su admiración por la mixtape de Alfred, Postal, y coge una guitarra para cantar. Aunque a Alfred no le conmueve la canción, no impide que Wiley abandone el local. Earn, Alfred, Darius y Socks suben al autobús para abandonar el local, y Socks se disculpa con Alfred por su comportamiento. Earn recibe un mensaje de Van, diciendo que está bien. Mientras todos suben, se revela que Socks ha tomado el teléfono de Alfred y lo tira en un contenedor de basura antes de subir al autobús. 

## Producción

### Desarrollo
En marzo de 2022, FX anunció que el quinto episodio de la temporada se titularía «Cancer Attack» y que sería escrito por el productor supervisor Jamal Olori, y dirigido por el productor ejecutivo Hiro Murai. Este fue el tercer crédito de Olori como escritor, y el decimonoveno crédito de Murai como director.

## Recepción

### Audiencia
El episodio fue visto por 0.290 millones de personas durante su emisión original, y obtuvo una cuota de audiencia de 0.1 en la franja demográfica de 18 a 49 años en la escala de audiencia de Nielson. Esto significa que el 0.1 por ciento de los hogares con televisión vieron el episodio. Esto supuso un ligero aumento con respecto al episodio anterior, que fue visto por 0.260 millones de espectadores con un 0.1 en la franja demográfica de 18 a 49 años.

### Respuesta de la crítica
«Cancer Attack» recibió en general críticas positivas por parte de los críticos. En el sitio web agregador de reseñas Rotten Tomatoes informó de un índice de aprobación del 100% para el episodio, basándose en 10 reseñas, con una calificación media de 8/10.
Michael Martin de The A.V. Club le dio al episodio una «B+» y escribió: «En última instancia, 'Cancer Attack' resulta a la vez muy cómico y algo secundario. En parte es porque la serie ha puesto el listón tan alto que un episodio como éste no se siente del todo bien».
Alan Sepinwall de Rolling Stone escribió: «Es un oscuro desenlace cómico para otro episodio singular de esta serie, un episodio que además es aún más divertido la segunda vez que la primera. Puede que a Al le preocupe haber perdido la cabeza; Atlanta ciertamente no lo ha hecho». Charles Holmes de The Ringer, escribió: «Para que la serie compita con el paisaje que creó necesitaba cambiar, pero dentro de esa metamorfosis se ha perdido mucho. Es tan entretenida como frustrante, un cuento de hadas en el que el villano es conocido, pero el final feliz está lejos de ser prometido».
Jordan Taliha McDonald de Vulture le dio al episodio una calificación de 4 sobre 5 estrellas y escribió: «La conexión genuina está evadiendo a Earn a cada paso, y para descubrir el origen de esta ausencia, tendrá que embarcarse en otra búsqueda de respuestas, un interrogatorio del yo». Deshawn Thomas de /Film escribió: «Este episodio me ha gustado mucho más que 'The Big Payback' por varias razones. No me importa que la serie vaya a presentar más episodios 'independientes' sin el elenco principal, pero hasta ahora hay algo un poco torpe en ellos. Tal vez eso mejore. Ya veremos». Kyndall Cunningham de The Daily Beast escribió: «Con este final 'sorpresa', me preocupa un poco que ahora tengamos que invertir en este personaje de Socks, cuya presencia no ha sido tan divertida. Además, el hecho de que Van se embarque en este viaje en solitario y de autorrealización también parece demasiado conveniente para esta serie, que siempre estará interesada en los hombres y en representar la masculinidad, ante todo, lo cual está bien. Pero está claro que los guionistas creen que están dejando de lado al personaje de Van al darle este momento de introspección fuera de la cámara. Sin embargo, no funciona si no lo vemos».

## Análisis
El personaje de Wiley fue analizado por muchos gremios de la industria, y muchos consideraron la posibilidad de que el personaje sea un fantasma. Como prueba se utilizó una de las escenas iniciales, en la que Darius planeaba registrar el local ya que cree que puede estar embrujado por fantasmas, sólo para que Alfred dijera «Yo, mientras no sea otro hombre de Milwaukee, estoy bien», una referencia a las leyendas urbanas relacionadas con The Rave/Eagles Club. La fecha de emisión del episodio, el 14 de abril, también coincidió con el «Día de Milwaukee», un día local en la zona.
Cracked.com profundizó en Wiley, «si los enervantes sucesos del local de Budapest se inspiraron en cierta medida en las historias de Milwaukee, Buddy Holly se convierte en un interesante punto de salto temático. Gran parte de esta temporada ha manifestado los fantasmas de la injusticia racial que la gente acepta como parte cotidiana de la vida. La leyenda de la música Buddy Holly, sin duda, tomó lo que estaba sucediendo en la escena musical negra y lo reenvasó para un público blanco. En Atlanta, le quitan el teléfono a Al, y lo que es más importante, contiene sus nuevas ideas musicales, una encarnación literal de su creatividad y arte, robada por un socio blanco. Y nuestro «fantasma» Wiley no es del todo ajeno a Buddy Holly. Claro, no es americano y no lleva gafas gruesas, pero sigue siendo un tipo escuálido con un corte de pelo similar que también resulta ser guitarrista y cantante».